# Paroisse d'Hammond
Pour l’article homonyme, voir Hammond.
La paroisse d'Hammond est à la fois une paroisse civile et un ancien district de services locaux (DSL) canadien du comté de Kings, au sud du Nouveau-Brunswick. Le DSL est couramment appelé Hammondvale, d'après sa principale localité. Dans le cadre de la réforme de la gouvernance locale du 1er janvier 2023, le DSL a été annexé au district rural de Kings.

## Toponyme
Hammond est nommé ainsi d'après la rivière Hammond, elle-même nommée en l'honneur de Sir Andrew Snape Hamond (1738-1828), lieutenant-gouverneur de la Nouvelle-Écosse de 1780 à 1782 et qui reçut une concession dans la région en 1780, avant de la donner en héritage à des Loyalistes.

## Géographie
Le village principal est Hammondvale. Il est situé au centre d'une vallée étroite, le long de la route 111. Plus à l'ouest sur la même route se trouvent Devine Corner puis Hillsdale. Poodiac est situé au nord de Hammondvale, le long du chemin éponyme. Clover Hill est situé au nord-est de Hammondvale, à l'intersection des routes 860 et 865. Un hameau se trouve entre Poodiac et Clover Hill, au bord du lac Cassidy. Londonderry se trouve dans l'est du territoire ainsi que Crawford Lake, au bord du lac éponyme.

## Histoire
La haute vallée de la rivière Hammond est colonisée probablement après 1810, par des loyalistes originaires de la basse vallée. Plus tard, des immigrants, principalement des Irlandais, colonisent le chemin de Shepody. Poodiac est fondé en 1820 ou peu après, apparemment à la suite de l'expansion des localités loyalistes. Londonderry, un village agricole, est d'ailleurs fondé avant 1830. Mount Theobald est fondé vers 1843 par une association de colons de Saint-Jean, probablement rejoints par des immigrants irlandais. L'établissement est par la suite abandonné.
En novembre 1854, une grave sécheresse est suivie de fortes pluies torrentielles, causant des inondations. Du bétail est tué, des fermes, des maisons et des barrages détruits et des ponts endommagés. La paroisse civile d'Hammond est érigée en 1858.
La municipalité du comté de Kings est dissoute en 1966. La paroisse d'Hammond devient un district de services locaux en 1967. Lors du plébiscite du 28 octobre 2013, les habitants des paroisses d'Hammond, de Studholm, de Sussex et de Waterford votent en majorité contre le projet de constitution de ce territoire en communauté rurale, à 1422 voix contre 423.

## Démographie
D'après le recensement de Statistique Canada, il y avait 276 habitants en 2021, comparativement à 251 en 2016, soit une hausse de 10 %. La paroisse compte 159 logements privés, a une superficie de 244,45 km² et une densité de population de 1,1 habitant au km².
| 2001 | 2006 | 2011 | 2016 | 2021 |
| ---- | ---- | ---- | ---- | ---- |
| 280  | 339  | 295  | 251  | 276  |

## Économie
Entreprise Fundy, membre du Réseau Entreprise, a la responsabilité du développement économique.

## Administration

### Comité consultatif
En tant que district de services locaux, Hammond est administré directement par le Ministère des Gouvernements locaux du Nouveau-Brunswick, secondé par un comité consultatif élu composé de cinq membres dont un président.

### Commission de services régionaux
La paroisse de Hammond fait partie de la Région 8, une commission de services régionaux (CSR) devant commencer officiellement ses activités le 1er janvier 2013. Contrairement aux municipalités, les DSL sont représentés au conseil par un nombre de représentants proportionnel à leur population et leur assiette fiscale. Ces représentants sont élus par les présidents des DSL mais sont nommés par le gouvernement s'il n'y a pas assez de présidents en fonction. Les services obligatoirement offerts par les CSR sont l'aménagement régional, l'aménagement local dans le cas des DSL, la gestion des déchets solides, la planification des mesures d'urgence ainsi que la collaboration en matière de services de police, la planification et le partage des coûts des infrastructures régionales de sport, de loisirs et de culture; d'autres services pourraient s'ajouter à cette liste.

### Représentation et tendances politiques
Nouveau-Brunswick: Hammond fait partie de la circonscription provinciale de Kings-Est, qui est représentée à l'Assemblée législative du Nouveau-Brunswick par Bruce Northrup, du Parti progressiste-conservateur. Il fut élu en 2006 et réélu en 2010.
 Canada: Hammond fait partie de la circonscription fédérale de Fundy Royal, qui est représentée à la Chambre des communes du Canada par Rob Moore, du Parti conservateur. Il fut élu lors de la 38e élection générale, en 2004, puis réélu en 2006 et en 2008.

## Infrastructures et services
Le DSL est inclus dans le territoire du sous-district 9 du district scolaire Francophone Sud. L'école Samuel-de-Champlain de Saint-Jean est l'établissement francophone le plus proche alors que les établissements d'enseignement supérieurs les plus proches sont dans le Grand Moncton.
Il y a une caserne de pompiers à Jefferys Corner. Le détachement de la Gendarmerie royale du Canada le plus proche est à Sussex. Les bureaux de poste les plus proches sont quant à eux à Norton et à Sussex.
Les anglophones bénéficient du quotidien Telegraph-Journal, publié à Saint-Jean, et du Kings County Records, de Sussex. Les francophones bénéficient quant à eux du quotidien L'Acadie nouvelle, publié à Caraquet, ainsi que l'hebdomadaire L'Étoile, de Dieppe.

## Culture

### Personnalités
- George William Fowler (1859-1924), avocat et homme politique, né à Hammondvale.